# 孫熙澤
孫熙澤（1869年—1935年）字煥廷，安徽省庐江县金牛镇人，清朝及中华民国官员。

## 生平
1894年，孫熙澤中光緒甲午科舉人。光緒二十六年（1900年）誕其一子，取名為孫立人。光緒三十二年（1906年）分發山東候補，充藩署文案。宣統二年（1910年）作为山東候補知縣考取法官，以推檢任用。宣統三年正月（1911年），補山東濟南商埠地方審判廳廳長。同年二月，調任烟台商埠地方審判廳廳長，五月調回濟南本任，九月署登州府知府，兼署登萊青膠道，并管理东海關事務。
中华民国成立后，民國元年（1912年）3月升任山東高等審判廳廳丞，同年10月升任廳長。民國二年（1913年）簡放山東登州府知府。民國三年（1914年）任北京中華大學副校長，民国五年（1916年）升任中華大學校長。民国十年（1921年），许世英主持安徽省政务，孙熙泽应邀出任安徽省警察署署长。
民国二十四年（1935年），孙熙泽在庐江县金牛镇逝世。

## 家庭
- 子：孙立人